# 浅井東兵衛
浅井 東兵衛（あさい とうべえ、1927年（昭和2年）2月25日 - 2019年（平成31年）3月16日）は、昭和から平成期の実業家、政治家。一関市長。

## 来歴
岩手県一関市出身。1950年（昭和25年）中央大学専門部中退。郷里に帰り、石油製品販売業を営む。1995年（平成7年）岩手県議会議員に当選、1期務めた。1999年（平成11年）の一関市長選に立候補して初当選した。2003年（平成15年）でも再選。2005年（平成17年）に一関市は近隣の6町村と合併し、新一関市が発足。合併直後の一関市長選挙では無投票で当選した。2009年（平成21年）に引退した。2010年（平成22年）に建設事業関係功労者として国土交通大臣表彰を受賞。同年旭日小綬章受章。
2019年3月16日、多臓器不全のため市内の病院で死去。92歳没。叙従五位。